# Варбург, Эмиль
Эмиль Габриель Варбург (нем. Emil Gabriel Warburg; 1846—1931) — немецкий физик, член Берлинской АН (1895).

## Биография
Происходил из известной еврейской династии Варбургов из Альтоны. В 1867 году получил степень доктора философии в Берлинском университете. Профессор в Страсбургском (с 1872 года) и Фрайбургском (с 1876 года) университетах, был ректором Фрейбургского университета. В 1895—1921 годах — профессор Берлинского университета и в 1905—1922 годах — президент Физико-технического института в Берлине.
Исследования по акустике, молекулярной физике магнетизма, изучению упругих свойств твердых тел, электричеству, фотохимии, квантовой теории. Совместно с А. Кундтом дал экспериментальное подтверждение кинетической теории газов.
Доказал, что циклическое намагничивание ферромагнетиков связано с потерей механической и соответственно электромагнитной энергии, проявляющейся в гистерезисной теплоте (1881 год), нашёл связь этой потери энергии с площадью кривой гистерезиса.
Исследовал электропроводность газов, жидкостей и твердых тел, ЭДС и химические реакции при электрических явлениях в газах, гальваническую поляризацию. Доказал правильность планковской теории излучения и фотохимического закона эквивалентности Эйнштейна.
Автор известного «Курса опытной физики» («Lehrbuch der Experimentalphysik», 1893), выдержавшего 24 издания. Президент Немецкого физического общества в 1897—1899 годах.
Заслуги учёного были отмечены баварским орденом Максимилиана «За достижения в науке и искусстве».
В его честь названа Премия по физике Мариана Смолуховского и Эмиля Варбурга, вручаемая с 1997 года Немецким физическим обществом и Польским физическим обществом.

## Семья
Сын — Отто Варбург, биохимик, лауреат Нобелевской премии.

## Также
- Элемент Варбурга

## Сочинения
- Курс опытной физики. / Пер. с нем. проф. Д. Д. Хмырова, испр. и доп. по 24 нем. изд. Л. А. Тумерманом. — М.; Л.: Онти. Глав. ред. общетехн. лит-ры и номографии, 1936. — Переплет, ХХ, 622 с., 2 с. объявл. : ил.